# Francisco Buencamino
Francisco Buencamino sr. (San Miguel, 5 november 1883 - Manilla, 16 oktober 1952) was een Filipijns componist.

## Biografie
Francisco Buencamino sr. werd geboren op 5 november 1883 in San Miguel in de Filipijnse provincie Bulacan. Hij was het zesde van tien kinderen van Fortunato Buencamino en het eerste kind samen met diens tweede vrouw, Luisa Beltran, een jongere zus van zijn eerste vrouw Marcelina Beltran. Buenacamino's vader was Victor Buencamino, een welgestelde man, die oorspronkelijk bekend stond onder de naam Victor Mangalindan. Francisco groeide vanaf 1887 op in Aliaga in de provincie Nueva Ecija. Zijn vader bracht hem de beginselen van muziek bij tot hij op 13-jarige leeftijd begon aan zijn opleiding aan het Liceo de Manila. In die periode kreeg ook les in het componeren van Marcelo Odonay. Na zijn opleiding doceerde hij in 1907 muziek aan de Ateneo de Manila University. Vanaf 1908 was Buencamino drie decennia hoofd van de muziekafdeling van de Centro Escolar University. In 1938 stopte hij om zich volledig te concentreren op de Buencamino Music Academy die hij in 1930 had opgericht.
Buencamino componeerde vele Tagalog zarzuelas. In zijn werk maakte hij veel gebruik van Filipijnse melodieën en folkmuziek. Bekende werken van zijn hand zijn Daughters of Bathala en Mayon. Hij schreef ook liedjes voor schoolkinderen, die later werd opgenomen in de Philippine Music Primer en gebruikt in het primair onderwijs.
Buencamino overleed in 1952 op 68-jarige leeftijd. Hij trouwde in 1915 met Pilar Luceno en was de grootvader van songwriter en muziekproducent Willy Cruz.